# Eublemma jucunda
Eublemma jucunda is een vlinder uit de familie van de spinneruilen (Erebidae). De wetenschappelijke naam van deze soort werd voor het eerst voorgesteld als Noctua jucunda door Jacob Hübner in een publicatie uit 1813.

## Verspreiding
De soort komt voor in de steppeachtige gebieden van Portugal, Spanje, Zuid-Frankrijk, Monaco, Italië (vasteland en Sardinië), Marokko, Algerije en Tunesië.

## Vliegtijd
De vlinder vliegt van mei tot in oktober in twee generaties.